# Geretseck
Geretseck ist ein Ort im Hausruckviertel Oberösterreichs wie auch Ortschaft und Katastralgemeinde der Gemeinde Pöndorf im Bezirk Vöcklabruck. Die Ortschaft hat 148 Einwohner (Stand 1. Jänner 2024).

## Geographie
Der Ort befindet sich unweit der Salzburger Landesgrenze etwa 25 Kilometer westlich von Vöcklabruck und 12 Kilometer von Vöcklamarkt, gut 4 Kilometer nordwestlich von Kirchham/Pöndorf. Er liegt am Südfuß des Kobernaußerwalds im Vöckla-Ager-Hügelland.
Das Dorf Geretseck liegt auf um die 605 m ü. A. Höhe in der Einsattelung zwischen dem Kamm des Kalteis (734 m ü. A.) östlich und dem Krenwald (ca. 640 m ü. A.) westlich. Es umfasst knapp 20 Gebäude mit 148 Einwohnern.
Die Katastralgemeinde Geretseck mit 1.280,77 ha ist viel umfassender. Richtung Vöcklatal erstreckt sie sich zum  Kirchhamer Bach, der südlich des Orts vorbeifließt. Nördlich reicht sie in Hocheck über den Schwemmbach und den Schwarzmoosbach, die aus dem Kobernaußerwald kommen, wie auch den Rücken nordöstlich von Schneegattern (hier läuft die Grenze direkt am nördlichen Ortsende von Höcken und Schneegattern) über die Wienerhöhe (755 m ü. A., ab hier nur mehr die Schwarzmoostal-Seite), etwa bis dorthin, wo die Kobernaußerwaldstraße ihre Steigung zum Steiglberg beginnt.
Zum Katastralgebiet gehören auch die Ortschaften Schachen unterhalb, Preinröth nördlich nahebei und der Gutteil von Hocheck (taleinwärts nur die Schwemmbach–Rabenbach-linksseitigen Häuser).
Nachbarorte, -ortschaften und -katastralgemeinden
| Krenwald (KG, Gem. Lengau) Preinröth (O) | St. Johann ∗ (KG, Gem. St. Johann a.W., Bez. Ried i.I.) Höcken (O, Gem. Fornach) | Kobernaußen (KG, Gem. Lohnsburg a.K., Bez. Ried i.I.) Hocheck (O) |
| Utzweih (KG, Gem. Lengau)                | Kompassrose, die auf Nachbargemeinden zeigt                                      | Forstern (KG) Gaisteig (O)                                        |
| Unterschwand (O) Oberschwand (KG)        | Schachen (O) Haberpoint (KG)                                                     | Kirchham (KG)                                                     |

∗ KG St. Johann grenzt nur in einem Punkt an.

## Nachweise
- 41726 – Pöndorf. Gemeindedaten der Statistik Austria

1. ↑  Statistik Austria: Bevölkerung am 1.1.2024 nach Ortschaften (Gebietsstand 1.1.2024), (ODS, 500 KB)